# Orlandia97 Capo d'Orlando 2010-2011
Questa voce raccoglie le informazioni riguardanti l'Associazione Sportiva Dilettantistica Orlandia97 Capo d'Orlando nelle competizioni ufficiali della stagione 2010-2011.

## Stagione
Grazie al primo posto ottenuto nel girone B della Serie A2 2009-2010 la società orlandina ottiene il diritto per la prima volta nella sua storia sportiva di disputare la Serie A, il livello di vertice del campionato italiano femminile di calcio.
Prima dell'inizio della stagione, nell'estate 2010, la società cambiò denominazione da Associazione Sportiva Dilettantistica Upea Orlandia 97 a Associazione Sportiva Dilettantistica Orlandia97 Capo d'Orlando. La squadra venne inizialmente affidata alla direzione tecnica di Vincenzo "Enzo" Castano, allenatore della promozione in Serie A, il quale rimane fino alla 6ª giornata per poi essere avvicendato, dal 16 novembre 2010 da Leuccio Tonarelli che detiene anche la carica di vicepresidente e direttore sportivo.
Nel campionato di Serie A 2010-2011 conclude il torneo al 14º posto e ultimo posto in classifica, ottenendo 18 punti frutto di 3 vittorie, 9 pareggi e 14 sconfitte, retrocedendo nuovamente in Serie A2.

## Divise e sponsor
Sponsor principale per la stagione è Randazzo Energy team.

## Organigramma societario
Tratto dal sito Football.it
Area tecnica
- Allenatore: Vincenzo Castano (fino al 15 novembre 2010)
- Allenatore: Leuccio Tonarelli (dal 16 novembre 2010)
- Allenatore portieri: Francesco Franchina
- Preparatore atletico: Ignazio Princiotta
- Allenatore primavera: Calogero Balleriano

## Rosa
| N. |                     | Ruolo | Calciatrice              |
| -- | ------------------- | ----- | ------------------------ |
|    | Italia (bandiera)   | P     | Tiziana Impoco           |
|    | Ungheria (bandiera) | P     | Réka Szőcs               |
|    | Italia (bandiera)   | P     | Cettina Tusa             |
|    | Italia (bandiera)   | D     | Deborah Allum            |
|    | Italia (bandiera)   | D     | Cristina Caciorgna       |
|    | Italia (bandiera)   | D     | Alessia Fiocco           |
|    | Italia (bandiera)   | D     | Vanessa Rosalia Iuculano |
|    | Italia (bandiera)   | D     | Antonella Morra          |
|    | Italia (bandiera)   | D     | Melania Radici           |
|    | Italia (bandiera)   | D     | Nunziatina Spinella      |
|    | Italia (bandiera)   | D     | Simona Zito              |
|    | Italia (bandiera)   | C     | Antonella Corio          |

| N. |                        | Ruolo | Calciatrice           |
| -- | ---------------------- | ----- | --------------------- |
|    | Italia (bandiera)      | C     | Maria Cusmà Piccione  |
|    | Italia (bandiera)      | C     | Emanuella Dicorato    |
|    | Italia (bandiera)      | C     | Clara Lazzara         |
|    | Italia (bandiera)      | C     | Anna Morello          |
|    | Italia (bandiera)      | C     | Elisa Pensabene       |
|    | Italia (bandiera)      | C     | Rossella Sardu        |
|    | Italia (bandiera)      | C     | Francesca Sesta       |
|    | Italia (bandiera)      | A     | Alessia Cianci        |
|    | Italia (bandiera)      | A     | Cristina Coletta      |
|    | Italia (bandiera)      | A     | Piera Manzella        |
|    | Italia (bandiera)      | A     | Valentina Minciullo   |
|    | Stati Uniti (bandiera) | A     | Aricca Vitanza Sileno |

## Calciomercato

### Sessione estiva
| Acquisti | Acquisti              | Acquisti                | Acquisti   |
| R.       | Nome                  | da                      | Modalità   |
| -------- | --------------------- | ----------------------- | ---------- |
| P        | Cettina Tusa          | Tradate Abbiate         | definitivo |
| D        | Deborah Allum         |                         |            |
| D        | Antonella Morra       | Vis Francavilla Fontana | definitivo |
| C        | Emanuella Dicorato    | Vis Francavilla Fontana | definitivo |
| C        | Rossella Sardu        | Torres                  | prestito   |
| C        | Aricca Vitanza Sileno | Pali Blues              | definitivo |

| Cessioni | Cessioni       | Cessioni      | Cessioni   |
| R.       | Nome           | a             | Modalità   |
| -------- | -------------- | ------------- | ---------- |
| P        | Sherin Mohamed | Exto Schio 06 | definitivo |

### Sessione invernale
| Acquisti | Acquisti       | Acquisti | Acquisti |
| R.       | Nome           | da       | Modalità |
| -------- | -------------- | -------- | -------- |
| D        | Francesca Soro | Torres   | prestito |

| Cessioni | Cessioni        | Cessioni   | Cessioni |
| R.       | Nome            | a          | Modalità |
| -------- | --------------- | ---------- | -------- |
| C        | Francesca Sesta | Camaleonte |          |

## Risultati

### Serie A

#### Girone di andata
| Arbitro: | Daniele Viotti (Tivoli) |

|                       |           |             |
| Zorri 26’ De Luca 57’ | Marcatori | 87’ Coletta |

| Arbitro: | Alfio La Vaccara (Acireale) |

|  |           |                       |
|  | Marcatori | 14’ Volpi 68’ Bartoli |

| Arbitro: | Gianni Corona (Oristano) |

|                                                  |           |  |
| Tona 2’ Fuselli 36’, 57’ Parejo 72’ Iannella 92’ | Marcatori |  |

| Capo d'Orlando 30 ottobre 2010 4ª giornata | Orlandia97                | 0 – 0 referto | Venezia 1984 | Stadio Comunale Ciccino Micale\| Arbitro: \| Giuseppe Cristaldi (Enna) \| |
| Arbitro:                                   | Giuseppe Cristaldi (Enna) |               |              |                                                                           |

| Arbitro: | Andrea Suaria (Milano) |

|           |           |             |
| Prost 38’ | Marcatori | 51’ Vitanza |

| Arbitro: | Matteo Guddo (Palermo) |

|                        |           |                                        |
| Manzella 15’, 42’, 44’ | Marcatori | 41’ Mauro 49’ Stabile 51’, 80’ Bonetti |

| Arbitro: | Massimo Verga (Bergamo) |

|  |           |                            |
|  | Marcatori | 83’ Iuculano 87’ Minciullo |

| Arbitro: | Marco Minotti (Roma) |

|                                    |           |                                           |
| Manzella 73’, 81’ (rig.) Sardu 93’ | Marcatori | 20’ Girelli 83’ Gabbiadini 94’ Stefanelli |

| Arbitro: | Non disponibile |

|                               |           |           |
| Guagni 15’ Mastrovincenzo 67’ | Marcatori | 42’ Morra |

| Arbitro: | Giuseppe Lizzio (Acireale) |

|                         |           |  |
| Manzella 28’ Cianci 65’ | Marcatori |  |

| Arbitro: | Giorgio Natale Pretalli (Crema) |

|                                                                    |           |              |
| Fumagalli 44’ Ricco 60’ Tarenzi 67’ Piva 70’ Perini 75’ Rizzon 79’ | Marcatori | 54’ Manzella |

| Arbitro: | Diego Provesi (Treviglio) |

|                                               |           |            |
| Paliotti 25’, 46’ Zizioli 70’ Boni 80’ (rig.) | Marcatori | 22’ Cianci |

| Arbitro: | Giovanni Loprete (Catanzaro) |

|                                 |           |                                        |
| Minciullo 18’ Manzella 50’, 78’ | Marcatori | 45’, 84’ Rigatti 87’ Salvatori Rinaldi |

#### Girone di ritorno
| Arbitro: | Giuseppe Lizzio (Acireale) |

|                    |           |                          |
| Minciullo 48’, 55’ | Marcatori | 72’ Zorri 88’ De Angelis |

| Roma 19 febbraio 2011 15ª giornata | Roma CF                                        | 0 – 0 referto | Orlandia97 | Campo Pro Roma Calcio\| Arbitro: \| Francesco Ferdinando Iacopino (Albano Laziale) \| |
| Arbitro:                           | Francesco Ferdinando Iacopino (Albano Laziale) |               |            |                                                                                       |

| Arbitro: | Alfio La Vaccara (Acireale) |

|  |           |                   |
|  | Marcatori | 60’, 91’ Iannella |

| Arbitro: | Tommaso Sattin (Rovigo) |

|                      |           |              |
| Capovilla 24’ (rig.) | Marcatori | 9’ Minciullo |

| Arbitro: | Andrea Capone (Palermo) |

|               |           |                     |
| Minciullo 46’ | Marcatori | 34’ Mason 77’ Colzi |

| Arbitro: | Nicolò Sprezzola (Mestre) |

|                                          |           |  |
| Riboldi 5’ Parisi 46’ (rig.) Bonetti 60’ | Marcatori |  |

| Arbitro: | Matteo Guddo (Palermo) |

|           |           |                         |
| Morra 87’ | Marcatori | 42’ (rig.) Vicchiarello |

| Arbitro: | Marco Minotti (Roma) |

|                                               |           |             |
| Girelli 8’, 79’ De Stefano 70’ Gabbiadini 82’ | Marcatori | 91’ Vitanza |

| Capo d'Orlando 16 aprile 2011 22ª giornata | Orlandia97                | 0 – 0 referto | Firenze | Stadio Comunale Ciccino Micale\| Arbitro: \| Francesco Nocella (Paola) \| |
| Arbitro:                                   | Francesco Nocella (Paola) |               |         |                                                                           |

| Arbitro: | Matteo Gualtieri (Asti) |

|             |           |  |
| Moretti 90’ | Marcatori |  |

| Arbitro: | Giovanni Nicoletti (Catanzaro) |

|                                                |           |                                        |
| Manzella 5’, 27’ Cianci 80’, 85’ Minciullo 95’ | Marcatori | 48’, 59’ Trezzi 58’ Mauri 70’ Piccinno |

| Arbitro: | Alfio La Vaccara (Acireale) |

|  |           |              |
|  | Marcatori | 71’ Sabatino |

| Arbitro: | Giampaolo Mantelli (Brescia) |

|                           |           |              |
| Cavallini 24’ De Luca 84’ | Marcatori | 34’ Manzella |

### Coppa Italia

#### Terzo turno
| Arbitro: | Cristian Robilotta (Sala Consilina) |

|                                                                   |                      |                                                                       |
| Conte Colasuonno L'Assainato Orlando Arturi Gencarelli Romeo Rose | Tiri di rigore 5 – 6 | Cianci Corio Dicorato Cusmà Piccione Morello Allum Caciorgna Iuculano |

#### Ottavi di finale
| Francavilla Fontana 23 ottobre 2010           | Vis Francavilla F. | 1 – 0 referto | Orlandia97 | Campo Comunale |
| \| \| \| \| \| Caramia 60’ \| Marcatori \| \| |                    |               |            |                |
|                                               |                    |               |            |                |
| Caramia 60’                                   | Marcatori          |               |            |                |

## Statistiche

### Statistiche di squadra
| Competizione | Punti | In casa | In casa | In casa | In casa | In casa | In casa | In trasferta | In trasferta | In trasferta | In trasferta | In trasferta | In trasferta | Totale | Totale | Totale | Totale | Totale | Totale | DR  |
| Competizione | Punti | G       | V       | N       | P       | Gf      | Gs      | G            | V            | N            | P            | Gf           | Gs           | G      | V      | N      | P      | Gf     | Gs     | DR  |
| ------------ | ----- | ------- | ------- | ------- | ------- | ------- | ------- | ------------ | ------------ | ------------ | ------------ | ------------ | ------------ | ------ | ------ | ------ | ------ | ------ | ------ | --- |
| Serie A      | 18    | 13      | 2       | 6       | 5       | 20      | 24      | 13           | 1            | 3            | 9            | 10           | 31           | 26     | 3      | 9      | 14     | 30     | 55     | -25 |
| Coppa Italia | -     | 0       | 0       | 0       | 0       | 0       | 0       | 2            | 0            | 1            | 1            | 0            | 1            | 2      | 0      | 1      | 1      | 0      | 1      | -1  |
| Totale       | -     | 13      | 2       | 6       | 5       | 20      | 24      | 15           | 1            | 4            | 10           | 10           | 32           | 28     | 3      | 10     | 15     | 30     | 56     | -26 |

### Statistiche delle giocatrici
| Giocatore         | Serie A  | Serie A | Serie A     | Serie A    | Coppa Italia | Coppa Italia | Coppa Italia | Coppa Italia | Totale   | Totale | Totale      | Totale     |
| Giocatore         | Presenze | Reti    | Ammonizioni | Espulsioni | Presenze     | Reti         | Ammonizioni  | Espulsioni   | Presenze | Reti   | Ammonizioni | Espulsioni |
| ----------------- | -------- | ------- | ----------- | ---------- | ------------ | ------------ | ------------ | ------------ | -------- | ------ | ----------- | ---------- |
| D. Allum          | 6        | 0       | 0           | 0          | 2            | 0            | 0            | 0            | 8        | 0      | 0           | 0          |
| C. Caciorgna      | 12       | 0       | 0           | 0          | 2            | 0            | 0            | 0            | 14       | 0      | 0           | 0          |
| A. Cianci         | 19       | 0       | 2           | 0          | 2            | 0            | 0            | 0            | 21       | 0      | 2           | 0          |
| C. Coletta        | 12       | 1       | 0           | 0          | 1            | 0            | 0            | 0            | 13       | 1      | 0           | 0          |
| A. Corio          | 21       | 0       | 8           | 0          | 1            | 0            | 0            | 0            | 22       | 0      | 8           | 0          |
| M. Cusmà Piccione | 20       | 0       | 6           | 0          | 1            | 0            | 0            | 0            | 21       | 0      | 6           | 0          |
| E. Dicorato       | 12       | 0       | 0           | 0          | 2            | 0            | 0            | 0            | 14       | 0      | 0           | 0          |
| A. Fiocco         | 23       | 0       | 4           | 0          | 2            | 0            | 0            | 0            | 25       | 0      | 4           | 0          |
| T. Impoco         | 0        | 0       | 0           | 0          | 1            | 0            | 0            | 0            | 1        | 0      | 0           | 0          |
| V. R. Iuculano    | 15       | 1       | 3           | 0          | 2            | 0            | 1            | 0            | 17       | 1      | 4           | 0          |
| C. Lazzara        | 0        | 0       | 0           | 0          | -            | -            | -            | -            | 0        | 0      | 0           | 0          |
| P. Manzella       | 24       | 12      | 3           | 0          | 2            | 0            | 0            | 0            | 26       | 12     | 3           | 0          |
| V. Minciullo      | 20       | 7       | 2           | 0          | 2            | 0            | 0            | 0            | 22       | 7      | 2           | 0          |
| A. Morello        | 20       | 0       | 0           | 0          | 2            | 0            | 0            | 0            | 22       | 0      | 0           | 0          |
| A. Morra          | 24       | 2       | 8           | 1          | 1            | 0            | 0            | 1            | 25       | 2      | 8           | 2          |
| E. Pensabene      | 0        | 0       | 0           | 0          | -            | -            | -            | -            | 0        | 0      | 0           | 0          |
| M. Radici         | 22       | 0       | 3           | 1          | 2            | 0            | 0            | 0            | 24       | 0      | 3           | 1          |
| R. Sardu          | 25       | 1       | 2           | 0          | 1            | 0            | 0            | 0            | 26       | 1      | 2           | 0          |
| F. Sesta          | 0        | 0       | 0           | 0          | -            | -            | -            | -            | 0        | 0      | 0           | 0          |
| F. Soro           | 13       | 0       | 3           | 1          | -            | -            | -            | -            | 13       | 0      | 3           | 1          |
| N. Spinella       | 0        | 0       | 0           | 0          | -            | -            | -            | -            | 0        | 0      | 0           | 0          |
| R. Szőcs          | 20       | -41     | 1           | 0          | -            | -            | -            | -            | 20       | -41    | 1           | 0          |
| C. Tusa           | 6        | -14     | 0           | 0          | 1            | 0            | 0            | 0            | 7        | -14    | 0           | 0          |
| A. Vitanza Sileno | 21       | 2       | 6           | 0          | 1            | 0            | 0            | 0            | 22       | 2      | 6           | 0          |
| S. Zito           | 0        | 0       | 0           | 0          | -            | -            | -            | -            | 0        | 0      | 0           | 0          |